# Vieux pont de Muret
Le vieux pont de Muret, également appelé localement pont d'Eaunes car permettant le passage vers cette commune, est un pont droit routier. Il franchit la Garonne à Muret, sous-préfecture du département de la Haute-Garonne, en région Occitanie.

## Situation
Ce pont est implanté au centre de Muret dans le prolongement des allées Niel pour traverser la Garonne vers le quartier du Barry et la commune d'Eaunes.
Il permet aussi de desservir la vallée de la Lèze et au-delà le département de l'Ariège.

## Histoire
Le pont est construit suivant la charte établie le 2 juin 1203 : 
« Ego, Bernardus, divina miseratione comes convenarum, viden et voce plurium audiens fluminis periculo homines perireetad exitum hujus vitæ pervenire non modicum esse peccatum, divina compunc-D tus gratia, bono animo devota voluntate, timore et amore Dei et in remissionem peccatorum meorum, volo et concedo super Garumnam flumen pontem fieri, habentem introïtum et exitum in villa et meliori allodio de Sancto Marcillo, per quem pontem liber aditus atque securus sit, non secus pauperum et peregrinantium et universorum hominum et feminarum, animalium ac rerum conjuscumque modi sint… »
— Bernard IV (comte de Comminges), .

« Moi, Bernard, le compagnon de la divine compassion, voir et entendre la voix de beaucoup d'hommes menacés par le danger de la rivière d'atteindre la fin de cette vie n'est point un modique péché, divin au-delà à ta grâce, une volonté bienveillante et pieuse, la crainte et l'amour de Dieu et le pardon de mes péchés, ayant la volonté et vouloir devenir un pont sur la Garonne, ayant une entrée et une sortie dans le village et une meilleure propriété franche de Saint Marcillo, par laquelle l'accès au pont est libre et sécurisé, pas seulement comme les pauvres et les étrangers… »
— .
Il fait partie des cinq ponts majeurs construits aux XIe et XIIe siècles dans la région. Le premier pont est réalisé en bois sur des piles de pierre et abrite une statue de la Vierge dans une de ses arches comme il est d'usage au Moyen Âge. En 1213, les muretains l'incendient pour retarder l'entrée victorieuse de Simon de Montfort dans la ville après la bataille de Muret,. Libre de passage, la confrérie de « l'Œuvre du pont » est nommée pour gérer son budget ainsi que celui de l'hôpital jouxtant le lieu de passage.
Devenu vétuste en 1655, il est remis en état et un droit de pontonage est instauré. L'inondation de 1727 emporte l’œuvre d'art, seules subsistent les culées et les fondations des piles. En 1829, un pont suspendu est mis en œuvre, son cahier des charges est approuvé le 29 avril 1831. Ce dernier est emporté par l'inondation de 1875.
Succédant à deux précédents ponts détruits par des crues de la Garonne, il est construit en 1878 avec un tablier en treillis métallique, lequel a été remplacé en 1993 par un tablier à poutres en acier posé sur les mêmes piles. Ces travaux occasionnent la mise en place d'une passerelle durant la réalisation.
De 1905 à 1938, la ligne ferroviaire de Toulouse-Roguet à Sabarat à voie métrique l'empruntait également pour le Tacot de la Lèze.
En 2003, lors du colloque sur la charte de coutumes de Muret, l'historien Maurice Berthe conclut la présentation par « dans l'histoire de Muret, le pont est une œuvre capitale ». En 2011, les deux ponts de Muret, propriété du département de la Haute-Garonne, sont inspectés. En 2016, les élèves d'une classe de cinquième du collège Bétance ont proposé l'hypothèse d'une piste cyclable sur le pont en complément des deux voies routières et des trottoirs existants.
Le pont surplombe le Sentier de grande randonnée 861 Via Garona en rive droite de la Garonne. Inauguré en juillet 2017, il relie Toulouse à Saint-Bertrand-de-Comminges en suivant le fleuve.

## Caractéristiques
Pont suspendu de 1829 :
- Hauteur : 7 m ;
- Longueur totale : 100 m ;
- Largeur totale : 4,50 m ;
- Nombre de piles : 4.

Pont de 1993 est un pont droit à poutres en acier posé sur quatre piles en maçonnerie.
- Hauteur : ?  m ;
- Longueur totale : 135 m ;
- Portée principale : ?  m ;
- Nombre de piles : 4 dont 2 dans le lit du fleuve

## Galerie

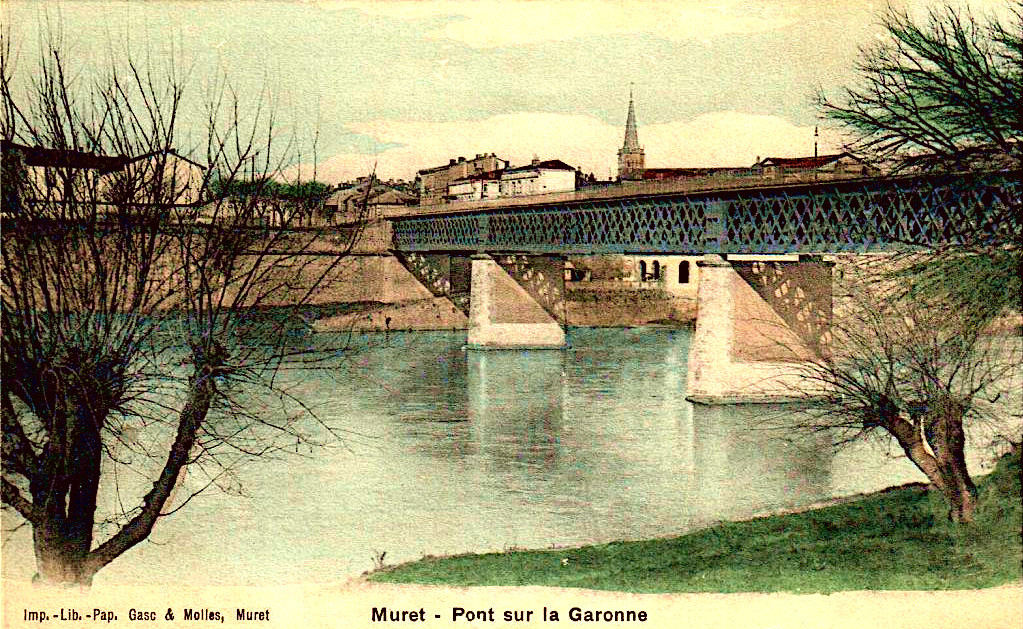
Vue en amont de l'ancien pont (1878) depuis la rive droite.
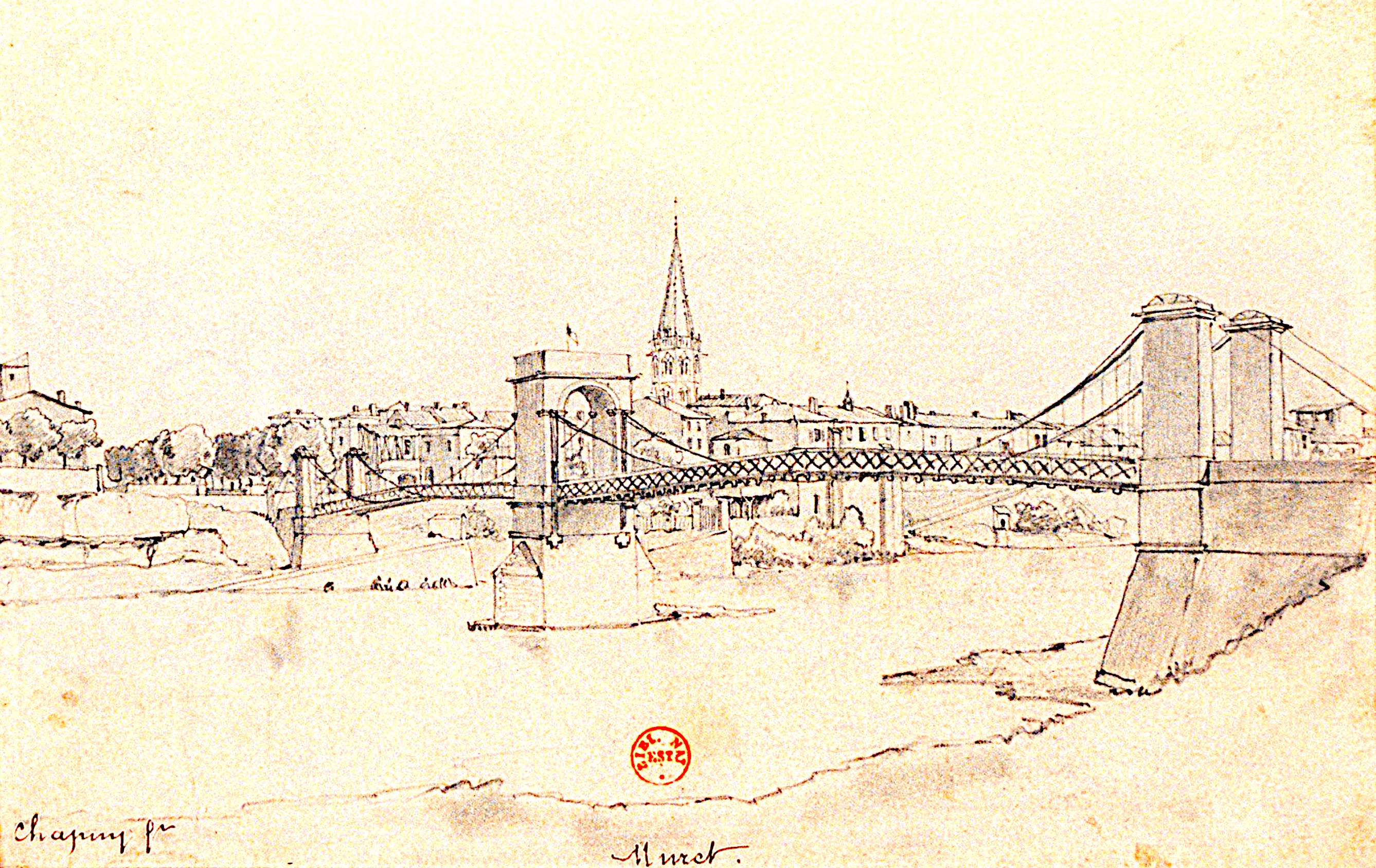
Dessin à la mine du pont suspendu réalisé par Nicolas Chapuy (1790-1858).
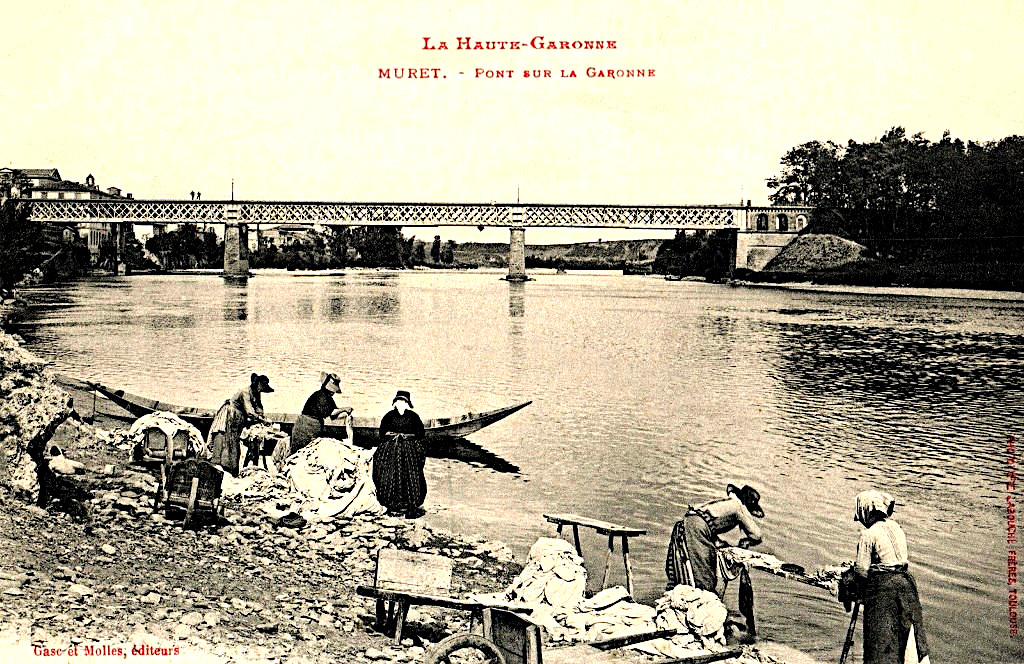
Vue depuis la rive gauche des lavandières et du pont.
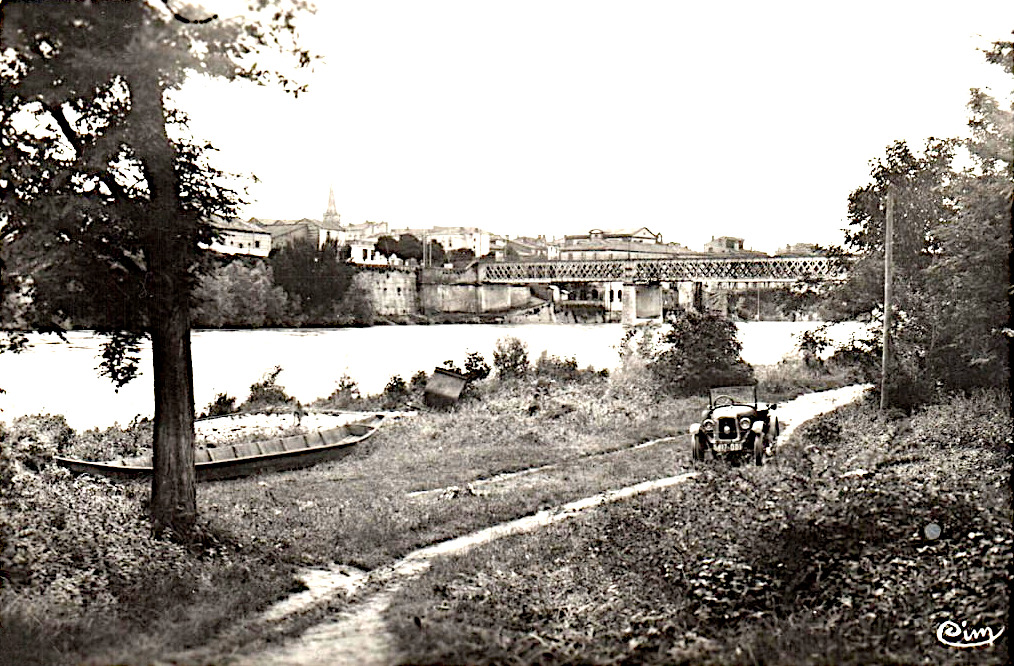
Vue panoramique depuis la rive droite sur le pont et le centre ville.
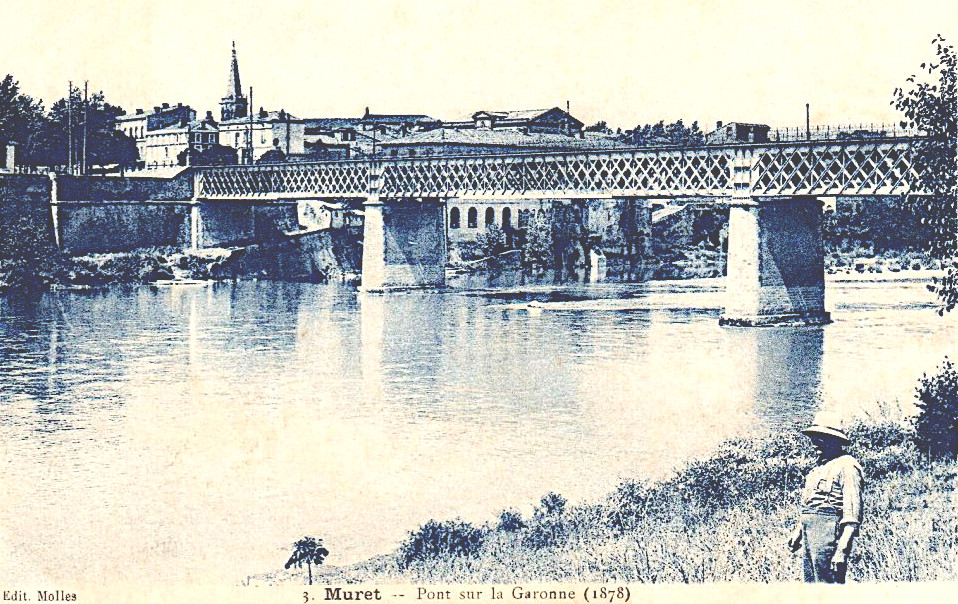
Vue depuis la rive droite sur le pont et le centre ville.
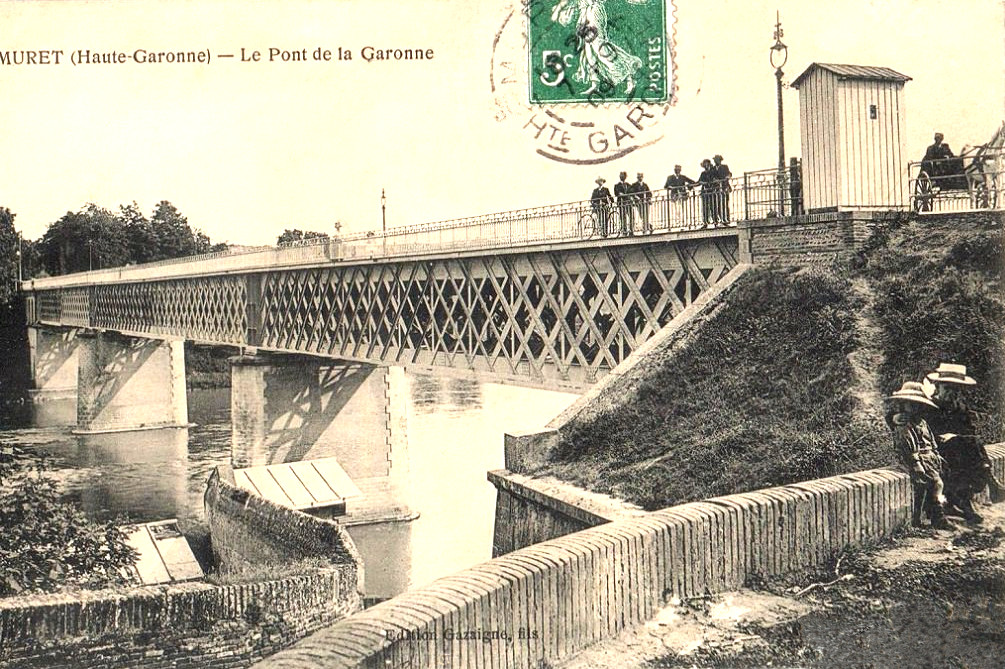
En 1909, une passerelle en bois dans le treillis métallique permet de traverser sous la chaussée.
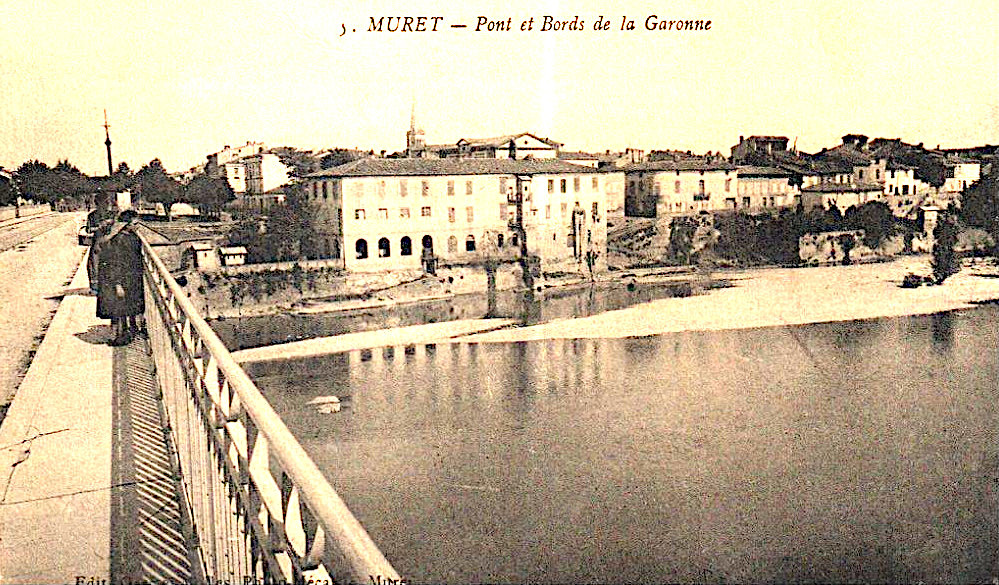
Vue depuis le pont sur l'ancien hôpital et le centre ville.
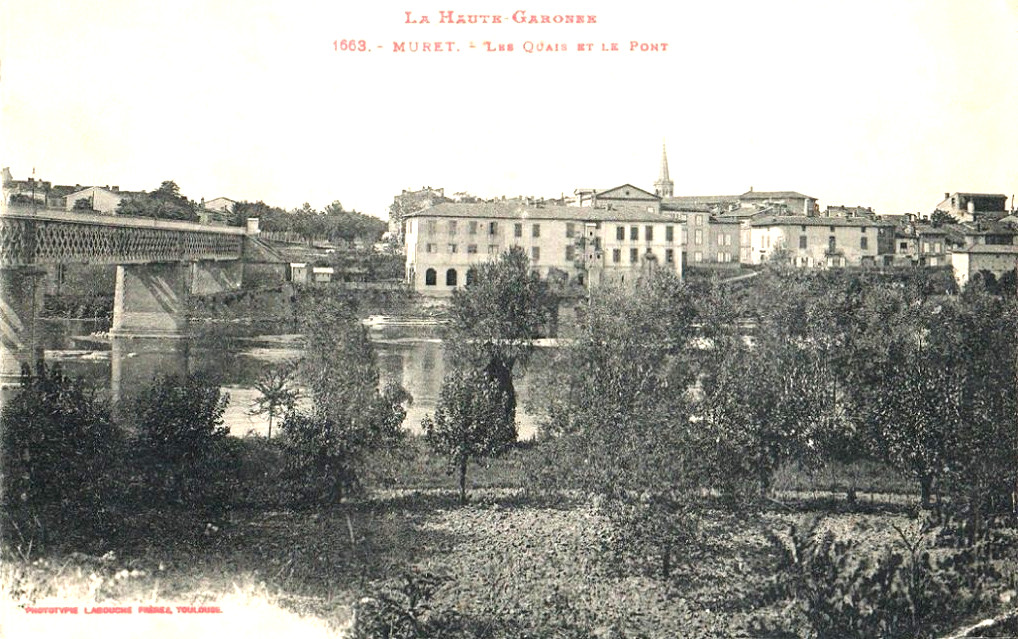
Vue depuis la rive droite sur le pont, l'ancien hôpital et le centre ville.